# Italo Vegliante
Italo Vegliante (Roma, 27 aprile 1959) è un attore, chitarrista e showman italiano.

## Biografia
È noto, oltre che per la sua attività di fantasista e chitarrista, per la sua abilità a produrre rumori servendosi della voce (fra le altre gag, la sua versione de La Pantera Rosa, celere brano di Henry Mancini, tratto dall'omonimo film di Blake Edwards, per questa ragione è conosciuto anche come Er Pantera o Pantera rosa). Nel 1978 ha fatto il chitarrista nel film Zerofobia che precede il lancio dell'omonimo disco di Renato Zero. 
Nel 1981 è nel cast del film di Francesco Massaro I carabbinieri. Nel 1982 è protagonista con Roberto Gallozzi del film Che casino... con Pierino! di Bitto Albertini. Nella prima metà degli anni ottanta è nel programma Drive In di Antonio Ricci, dove ricopre, con Jimmy il Fenomeno, il ruolo di spalla negli sketch di Ezio Greggio. Torna nel 2011 in televisione nel programma di Rai 2 Stracult di Marco Giusti, dove farà parte del cast fisso anche nelle edizioni del 2013, 2014 e 2015. 
Dal 2014 al 2017 è, insieme al trasformista e cantante Saro Zero, nel cast dello spettacolo teatrale di Nicola Vicidomini Scapezzo, per la regia di Deborah Farina. Nel 2020 partecipa a Tú sí que vales passando con quattro sì al primo turno. Nel 2024 partecipa a Dalla strada al palco.

## Filmografia

### Cinema
- Miracoloni, regia di Francesco Massaro (1981)
- I carabbinieri, regia di Francesco Massaro (1981)
- W la foca, regia di Nando Cicero (1982)
- Che casino... con Pierino!, regia di Bitto Albertini (1982)
- Cuando calienta el sol... vamos alla playa, regia di Mino Guerrini (1983)
- Se tutto va bene siamo rovinati, regia di Sergio Martino (1984)
- Anno 2020 - I gladiatori del futuro, regia di Joe D'Amato (1984)
- Mezzo destro mezzo sinistro - 2 calciatori senza pallone, regia di Sergio Martino (1985)
- Il set del piacere, regia di Paolo Di Tosto (1986)
- La voce della Luna, regia di Federico Fellini (1990)
- Nestore, l'ultima corsa, regia di Alberto Sordi (1994)

### Televisione
- Zerofobia, regia di Paolo Poeti – film TV (1978)
- Un commissario a Roma – serie TV (1993)
- Speravo de morì prima, regia di Luca Ribuoli – miniserie TV (2021)[3]

## Programmi TV
- Bim Bum Bam (1982)
- Drive In (1983-1988)
- Ricomincio da due (1990-1991)
- Stracult (2013-2015)
- Tú sí que vales (2020)
- Dalla strada al palco (2024)